# Омский государственный аграрный университет имени П. А. Столыпина
Омский государственный аграрный университет имени П. А. Столыпина (Омский ГАУ) — аграрное высшее учебное заведение, расположенное в городе Омске.

## История
Будущий Омский государственный аграрный университет был основан 24 февраля 1918 года, и изначально назывался Омским сельскохозяйственным институтом. Он стал первым высшим учебным заведением в Омске и первым российским ВУЗом сельскохозяйственного профиля к востоку от Уральских гор.  Набор 1918 года состоял всего из 200 студентов, обучавшихся на единственном агрономическом отделении.
В 1919 году велась дискуссия по поводу объединения Омского сельскохозяйственного института с Омским политехническим институтом, в случае слияния сельхозинститут имел бы статус факультета при последнем. Тем не менее, независимость и самостоятельность ВУЗа были сохранены. В 1922 году он был переименован в Сибирскую сельскохозяйственную академию, в 1925 — в Сибирский институт сельского хозяйства и лесоводства. В 1930 году на его базе были организованы четыре отраслевых института, которые спустя ещё три года вновь были объединены. В дальнейшем ВУЗ многократно менял название и структуру, пока в 2011 году не было утверждено нынешнее наименование в честь министра Российской Империи Петра Аркадьевича Столыпина.
В годы Великой Отечественной войны в корпусах университета были размещены цеха эвакуированного из Ленинграда завода номер 357 «Прогресс», параллельно в переоборудованных помещениях продолжался учебный процесс.
После войны ВУЗ обрел значительную материально-техническую базу и развитую инфраструктуру, включающую несколько общежитий и спортплощадок, асфальтированные дороги на кампусе, столовую, баню, студенческий клуб и т.д.
В 1971 г. университет награжден орденом Ленина.
В 1992 году при ВУЗе был создан институт повышения квалификации, где ежегодно проходит переподготовку более двух тысяч руководителей и специалистов сельского хозяйства.
В 1993 году Омский государственный аграрный университет награждён Почётной грамотой Президиума Верховного Совета Российской Федерации.

## Структура
ВУЗ обладает большой территорией (1133 га), а также зеленым кампусным пространством, расположенным в черте города. На данный момент Омский ГАУ включает в себя расположенный в Омске головной ВУЗ, филиал университета в городе Тара и Университетский колледж агробизнеса.
Головной ВУЗ состоит из 7 факультетов:
1. Агротехнологический факультет.
2. Факультет агрохимии, почвоведения, экологии, природообустройства и водопользования.
3. Факультет ветеринарной медицины.
4. Землеустроительный факультет.
5. Факультет технического сервиса в АПК.
6. Факультет зоотехнии, товароведения и стандартизации ИВМиБ.
7. Экономический факультет.

В Тарском филиале функционируют факультет высшего образования и факультет среднего профессионального образования.

## Научная деятельность
Омский ГАУ сформировал и развивает 28 научных школ и направлений.
В университете есть большой задел в области селекции и генетики полевых культур. Функционирует Центр селекции и генетики, сотрудниками которого были выведены сорта высокоурожайной и устойчивой к неблагоприятным условиям пшеницы, а также сорта пшеницы с фиолетовым и синим окрасом зерна.
Помимо этого, ведутся исследования в области зоотехнии, создания технологий экологически-безопасного производства зерновых, совершенствования средств профилактики и лечения болезней домашних животных и т.д.
В 2020 году был выигран правительственный мегагрант на создание лаборатории по повышению пищевой ценности пшеницы, реализация проекта предполагается под руководством иностранного ученого.

## Университетский кампус и инфраструктура
Главный кампус расположен в советском административном округе Омска и представляет собой комплекс близко расположенных учебных и административных зданий, общежитий. Несмотря на городское расположение и относительную близость основной транспортной магистрали города, кампус окружен обширной лесопарковой зоной и учебно-опытными полями. Перед главным корпусом расположен построенный в 1937 году фонтан «Крокодил и лягушки» - один из символов университета, отраженный в его официальной стилистике.
На территории главного кампуса расположены:
- 10 общежитий, включая одно общежитие гостиничного типа для сотрудников ВУЗа, иностранных гостей и аспирантов;
- 6 учебных корпусов;
- студенческий бизнес-инкубатор;
- лаборатории;
- административные здания;
- Научная сельскохозяйственная библиотека;
- 2 продуктовых магазина;
- государственная поликлиника;
- прачечная;
- детский сад.

Второй кампус расположен в центре города и представляет собой учебный корпус Института ветеринарной медицины и биотехнологии (ИВМиБ) и два его общежития.

## Международная деятельность
До 15 % от общего числа обучающихся составляют иностранные студенты, преимущественно граждане Казахстана и других стран СНГ. Университет имеет возможность принимать студентов из дальнего зарубежья, однако ещё не разработал образовательных программ на иностранном языке. С 2020 года университет имеет полностью функциональную версию сайта на английском языке.
С момента основания международного отдела в 1995 году ВУЗ принял участие в многочисленных научных и учебных международных проектах, среди которых Tempus — Tacis, ERASMUS IAMONET-Ru, Tempus RUDECO, ERASMUS Sarud, Erasmus Jean Monnet Activities и др. ВУЗ заключил партнёрство с более чем 100 университетами и организациями в ближнем и дальнем зарубежье, включая компании Grimme и Cargill, учебные центры DEULA-Nienburg и Logo e.V, британский Университет и колледж Хартпери, Университет Хоэнхайм в Германии.

## Омский ГАУ в рейтингах университетов
Министерство сельского хозяйства Российской Федерации причисляет Омский ГАУ к ведущим аграрным ВУЗам страны: в рейтинге 2020 года он занял 7 место из 54. Эти ВУЗы являются лидерами в реализации актуальных образовательных программ и научных разработок для перспективного технологического обновления аграрной  отрасли.
В международном рейтинге ARES университету присуждена категория BB+, что соответствует надежному качеству преподавания, научной деятельности и востребованности выпускников работодателями.
В международном рейтинге экологичности университетов Green Metric Омский ГАУ занимает 5 место среди аграрных ВУЗов России, 31 место среди 51 всех участников по России, 641 место среди 912 участников по миру.

## Общественная жизнь ВУЗа
В Омском ГАУ функционирует волонтёрский центр «Глобус», экологическая организация «Земля — наш общий дом», ряд танцевальных, театральных и музыкальных коллективов.

## Знаменитые учёные и преподаватели
- Вольферц, Валериан Юльевич (1874—1946) ― советский ветеринарно-санитарный эксперт, доктор ветеринарных наук, профессор[13].
- Драверт Пётр Людовикович — русский и советский учёный геолог, минеролог, краевед и писатель.
- Кизюрин Александр Дмитриевич — известный садовод, доктор сельскохозяйственных наук, исследователь в области создания стелющихся форм плодовых деревьев.
- Кохомский Фёдор Михайлович — доктор сельскохозяйственных наук, Герой Социалистического Труда, руководитель проекта по созданию высокопродуктивного стада крупного рогатого скота.
- Ситников Алексей Михайлович — доктор сельскохозяйственных наук, Герой Социалистического Труда, автор более 120 научных работ по обработке почвы и земледелию.
- Кравцев Борис Иванович (16.01.1902 г. — …) советский биолог, исследователь грибных болезней лесов и борьбы с ними.